# Ampedus sanguinolentus sanguinolentus
Ampedus sanguinolentus sanguinolentus é uma subespécie de insetos coleópteros polífagos pertencente à família Elateridae.
A autoridade científica da subespécie é Schrank, tendo sido descrita no ano de 1776.
Trata-se de uma subespécie presente no território português.